# Isotopes du césium
Le césium (Cs, numéro atomique 55) possède 40 isotopes connus, de nombre de masse variant entre 112 et 151, ainsi que 17 isomères nucléaires. Seul un isotope, 133Cs est stable  et est aussi le seul présent dans la nature, faisant du césium un élément monoisotopique mais aussi un élément mononucléidique. Sa masse atomique standard est donc la masse isotopique de 133Cs, 132,905 451 9(2) u.
Les radioisotopes de plus longue durée de vie sont 135Cs avec une demi-vie de 2,3 millions d'années, 137Cs (30,1671 années) et 134Cs (2,0652 années). Tous les autres isotopes ont des demi-vies inférieures à deux semaines, et la plupart d'entre eux inférieure à une heure. Les isomères plus lourds que 133Cs se désintègrent principalement par désintégration β− en isotopes du baryum, les plus légers principalement par émission de positron (β+) (a l’exception des deux plus légers qui se désintègrent principalement par émission de proton) en isotopes du xénon, mais aussi marginalement en isotopes de l'iode et du tellure.
À partir de 1945 avec le début des essais nucléaires, des isotopes du césium ont été relâchés dans l'atmosphère où ils ont été rapidement absorbés par l'eau et retournent sur la surface comme composés des retombées radioactives. Une fois que le césium pénètre dans l'eau sur terre, il se dépose dans les alluvions et est déplacé par transport de particules. En conséquence, la fonction d'entrée de ces isotopes peut être estimée comme une fonction du temps.

## Isotopes notables

### Césium 133
Le césium 133 (133Cs) est l'isotope du césium dont le noyau est constitué de 55 protons et de 78 neutrons. C'est le seul isotope stable et le seul isotope naturel du césium. Il est aussi produit par fission nucléaire dans les réacteurs nucléaires. Une transition quantique spécifique dans le nuage électronique du césium 133 est utilisée pour définir la seconde.

### Césium 134
Le césium 134 (134Cs) est l'isotope du césium dont le noyau est constitué de 55 protons et de 79 neutrons. Il a une demi-vie de 2,0652 années. Il est produit directement à la fois comme produit de fission et par capture neutronique du césium 133 non radioactif (section efficace de 29 barns). Le césium 134 n'est pas produit par désintégration β d'autres isotopes de masse 134 car celle-ci s'arrête au 134Xe qui est stable. Il n'est pas produit par les armes nucléaires car 133Cs est produit par désintégration β du produit de fission d'origine seulement longtemps après que l'explosion ait eu lieu.
Le rendement combiné de 133Cs et de 134Cs est de 6,7896 %. La proportion entre les deux change sous irradiation continue de neutrons. 134Cs capture aussi les neutrons avec une section efficace de 140 barns, devenant le radioisotope à longue vie 135Cs.
Le césium 134 subit une désintégration β− produisant directement le baryum 134 en émettant un rayonnement gamma de 1,6 MeV.

### Césium 135
Le césium 135 (135Cs) est l'isotope du césium dont le noyau est constitué de 55 protons et de 80 neutrons. C'est un isotope faiblement radioactif du césium, qui subit une désintégration β de faible énergie pour former le baryum 135 avec une demi-vie de 2,3 millions d'années. C'est une des radioactivités éteintes.
135Cs est l'un des sept produits de fission à vie longue et le seul de la série des alcalins. Dans le traitement du combustible nucléaire usé, il reste avec 137Cs et les autres produits de fission à vie moyenne plutôt qu'avec les autres produits de fission à vie longue. Sa faible énergie de désintégration, l'absence de rayonnement gamma et sa longue demi-vie font du 135Cs un isotope moins dangereux que le 137Cs ou le 134Cs.
Son précurseur, le 135Xe a un haut rendement de produit de fission (par exemple 6,3333 % pour de l'235U et des neutrons thermiques) mais aussi la plus grande section efficace de capture de neutrons thermiques connue. En conséquence, la plupart du 135Xe produit dans les réacteurs à neutrons thermiques (plus de 90 % à l'état d'équilibre à pleine puissance) est convertie en 136Xe stable, avant de pouvoir se désintégrer en 135Cs. Peu ou pas de 135Xe est détruit par capture neutronique après l'extinction du réacteur, dans les réacteurs à sels fondus qui retirent continuellement le xénon de son combustible, dans les réacteurs à neutrons rapides, ou dans les armes nucléaires.
La section efficace de capture des neutrons thermiques et la résonance intégrale du 135Cs sont de 8,3 ± 0,3 et 38,1 ± 2,6 barns respectivement. Le traitement du 135Cs par transmutation nucléaire est difficile à cause de sa faible section efficace et parce que l'irradiation par neutron du mélange d'isotopes du césium de fission produit plus de 135Cs à partir du 133Cs. De plus, la forte radioactivité à vie moyenne du césium 137 rendent la manipulation de ce déchet nucléaire délicate.

### Césium 137
Le césium 137 (137Cs) est l'isotope du césium dont le noyau est constitué de 55 protons et de 82 neutrons. Avec une demi-vie de 30,15 ans c'est l'un des deux principaux produits de fission à vie moyenne avec le 90Sr responsable de la radioactivité du combustible nucléaire usé après quelques années de refroidissement, jusqu'à quelques centaines d'années après utilisation. Il constitue la plus grande partie de la radioactivité résiduelle après l'accident de Tchernobyl. 137Cs se désintègre par radiation β− en 137mBa (baryum 137 métastable), un isomère nucléaire de courte demi-vie et intense émetteur de rayons gamma, puis en baryum 137 non radioactif. 137Cs a un très faible taux de capture neutronique et ne peut donc pas être détruit de cette façon, mais doit être laissé à se désintégrer. 137Cs a été utilisé comme traceur pour des études hydrologiques, de façon analogue au tritium 3H.

## Autres isotopes
Les autres isotopes du césium ont des demi-vies variant de quelques jours à quelques fractions de seconde. Tous les isotopes produits par fission nucléaire proviennent de désintégration β de produits de fissions à l'origine plus riches en neutrons à travers des isotopes de l'iode puis des isotopes du xénon. Comme ces éléments sont volatils et peuvent se diffuser via le combustible nucléaire ou l'air, le césium est souvent formé loin du site de fission d'origine.

## Tableau des isotopes
| Symbole de l'isotope | Z (p)                | N (n)                | masse isotopique (u) | Demi-vie         | Mode(s) de désintégration, | Isotope(s)-fils | Spin nucléaire |
| Symbole de l'isotope | Énergie d'excitation | Énergie d'excitation | Énergie d'excitation | Demi-vie         | Mode(s) de désintégration, | Isotope(s)-fils | Spin nucléaire |
| -------------------- | -------------------- | -------------------- | -------------------- | ---------------- | -------------------------- | --------------- | -------------- |
| 112Cs                | 55                   | 57                   | 111,95030(33)#       | 500(100) µs      | p                          | 111Xe           | 1+#            |
| 112Cs                | 55                   | 57                   | 111,95030(33)#       | 500(100) µs      | α                          | 108I            | 1+#            |
| 113Cs                | 55                   | 58                   | 112,94449(11)        | 16,7(7) µs       | p (99,97 %)                | 112Xe           | 5/2+#          |
| 113Cs                | 55                   | 58                   | 112,94449(11)        | 16,7(7) µs       | β+ (0,03 %)                | 113Xe           | 5/2+#          |
| 114Cs                | 55                   | 59                   | 113,94145(33)#       | 0,57(2) s        | β+ (91,09 %)               | 114Xe           | (1+)           |
| 114Cs                | 55                   | 59                   | 113,94145(33)#       | 0,57(2) s        | β+, p (8,69 %)             | 113I            | (1+)           |
| 114Cs                | 55                   | 59                   | 113,94145(33)#       | 0,57(2) s        | β+, α (0,19 %)             | 110Te           | (1+)           |
| 114Cs                | 55                   | 59                   | 113,94145(33)#       | 0,57(2) s        | α (0,018 %)                | 110I            | (1+)           |
| 115Cs                | 55                   | 60                   | 114,93591(32)#       | 1,4(8) s         | β+ (99,93 %)               | 115Xe           | 9/2+#          |
| 115Cs                | 55                   | 60                   | 114,93591(32)#       | 1,4(8) s         | β+, p (0,07 %)             | 114I            | 9/2+#          |
| 116Cs                | 55                   | 61                   | 115,93337(11)#       | 0,70(4) s        | β+ (99,67 %)               | 116Xe           | (1+)           |
| 116Cs                | 55                   | 61                   | 115,93337(11)#       | 0,70(4) s        | β+, p (0,279 %)            | 115I            | (1+)           |
| 116Cs                | 55                   | 61                   | 115,93337(11)#       | 0,70(4) s        | β+, α (0,049 %)            | 112Te           | (1+)           |
| 116mCs               | 100(60)# keV         | 100(60)# keV         | 100(60)# keV         | 3,85(13) s       | β+ (99,48 %)               | 116Xe           | 4+,5,6         |
| 116mCs               | 100(60)# keV         | 100(60)# keV         | 100(60)# keV         | 3,85(13) s       | β+, p (0,51 %)             | 115I            | 4+,5,6         |
| 116mCs               | 100(60)# keV         | 100(60)# keV         | 100(60)# keV         | 3,85(13) s       | β+, α (0,008 %)            | 112Te           | 4+,5,6         |
| 117Cs                | 55                   | 62                   | 116,92867(7)         | 8,4(6) s         | β+                         | 117Xe           | (9/2+)#        |
| 117mCs               | 150(80)# keV         | 150(80)# keV         | 150(80)# keV         | 6,5(4) s         | β+                         | 117Xe           | 3/2+#          |
| 118Cs                | 55                   | 63                   | 117,926559(14)       | 14(2) s          | β+ (99,95 %)               | 118Xe           | 2              |
| 118Cs                | 55                   | 63                   | 117,926559(14)       | 14(2) s          | β+, p (0,042 %)            | 117I            | 2              |
| 118Cs                | 55                   | 63                   | 117,926559(14)       | 14(2) s          | β+, α (0,0024 %)           | 114Te           | 2              |
| 118mCs               | 100(60)# keV         | 100(60)# keV         | 100(60)# keV         | 17(3) s          | β+ (99,95 %)               | 118Xe           | (7-)           |
| 118mCs               | 100(60)# keV         | 100(60)# keV         | 100(60)# keV         | 17(3) s          | β+, p (0,042 %)            | 117I            | (7-)           |
| 118mCs               | 100(60)# keV         | 100(60)# keV         | 100(60)# keV         | 17(3) s          | β+, α (0,0024 %)           | 114Te           | (7-)           |
| 119Cs                | 55                   | 64                   | 118,922377(15)       | 43,0(2) s        | β+                         | 119Xe           | 9/2+           |
| 119Cs                | 55                   | 64                   | 118,922377(15)       | 43,0(2) s        | β+, α (2×10−6 %)           | 115Te           | 9/2+           |
| 119mCs               | 50(30)# keV          | 50(30)# keV          | 50(30)# keV          | 30,4(1) s        | β+                         | 119Xe           | 3/2(+)         |
| 120Cs                | 55                   | 65                   | 119,920677(11)       | 61,2(18) s       | β+                         | 120Xe           | 2(-#)          |
| 120Cs                | 55                   | 65                   | 119,920677(11)       | 61,2(18) s       | β+, α (2×10−5 %)           | 116Te           | 2(-#)          |
| 120Cs                | 55                   | 65                   | 119,920677(11)       | 61,2(18) s       | β+, p (7×10−6 %)           | 118I            | 2(-#)          |
| 120mCs               | 100(60)# keV         | 100(60)# keV         | 100(60)# keV         | 57(6) s          | β+                         | 120Xe           | (7-)           |
| 120mCs               | 100(60)# keV         | 100(60)# keV         | 100(60)# keV         | 57(6) s          | β+, α (2×10−5 %)           | 116Te           | (7-)           |
| 120mCs               | 100(60)# keV         | 100(60)# keV         | 100(60)# keV         | 57(6) s          | β+, p (7×10−6 %)           | 118I            | (7-)           |
| 121Cs                | 55                   | 66                   | 120,917229(15)       | 155(4) s         | β+                         | 121Xe           | 3/2(+)         |
| 121mCs               | 68,5(3) keV          | 68,5(3) keV          | 68,5(3) keV          | 122(3) s         | β+ (83 %)                  | 121Xe           | 9/2(+)         |
| 121mCs               | 68,5(3) keV          | 68,5(3) keV          | 68,5(3) keV          | 122(3) s         | TI (17 %)                  | 121Cs           | 9/2(+)         |
| 122Cs                | 55                   | 67                   | 121,91611(3)         | 21,18(19) s      | β+                         | 122Xe           | 1+             |
| 122Cs                | 55                   | 67                   | 121,91611(3)         | 21,18(19) s      | β+, α (2×10−7 %)           | 118Te           | 1+             |
| 122m1Cs              | 45,8 keV             | 45,8 keV             | 45,8 keV             | >1 µs            |                            |                 | (3)+           |
| 122m2Cs              | 140(30) keV          | 140(30) keV          | 140(30) keV          | 3,70(11) min     | β+                         | 122Xe           | 8-             |
| 122m3Cs              | 127,0(5) keV         | 127,0(5) keV         | 127,0(5) keV         | 360(20) ms       |                            |                 | (5)-           |
| 123Cs                | 55                   | 68                   | 122,912996(13)       | 5,88(3) min      | β+                         | 123Xe           | 1/2+           |
| 123m1Cs              | 156,27(5) keV        | 156,27(5) keV        | 156,27(5) keV        | 1,64(12) s       | TI                         | 123Cs           | (11/2)-        |
| 123m2Cs              | 231,63+X keV         | 231,63+X keV         | 231,63+X keV         | 114(5) ns        |                            |                 | (9/2+)         |
| 124Cs                | 55                   | 69                   | 123,912258(9)        | 30,9(4) s        | β+                         | 124Xe           | 1+             |
| 124mCs               | 462,55(17) keV       | 462,55(17) keV       | 462,55(17) keV       | 6,3(2) s         | TI                         | 124Cs           | (7)+           |
| 125Cs                | 55                   | 70                   | 124,909728(8)        | 46,7(1) min      | β+                         | 125Xe           | 1/2(+)         |
| 125mCs               | 266,6(11) keV        | 266,6(11) keV        | 266,6(11) keV        | 900(30) ms       |                            |                 | (11/2-)        |
| 126Cs                | 55                   | 71                   | 125,909452(13)       | 1,64(2) min      | β+                         | 126Xe           | 1+             |
| 126m1Cs              | 273,0(7) keV         | 273,0(7) keV         | 273,0(7) keV         | >1 µs            |                            |                 |                |
| 126m2Cs              | 596,1(11) keV        | 596,1(11) keV        | 596,1(11) keV        | 171(14) µs       |                            |                 |                |
| 127Cs                | 55                   | 72                   | 126,907418(6)        | 6,25(10) h       | β+                         | 127Xe           | 1/2+           |
| 127mCs               | 452,23(21) keV       | 452,23(21) keV       | 452,23(21) keV       | 55(3) µs         |                            |                 | (11/2)-        |
| 128Cs                | 55                   | 73                   | 127,907749(6)        | 3,640(14) min    | β+                         | 128Xe           | 1+             |
| 129Cs                | 55                   | 74                   | 128,906064(5)        | 32,06(6) h       | β+                         | 129Xe           | 1/2+           |
| 130Cs                | 55                   | 75                   | 129,906709(9)        | 29,21(4) min     | β+ (98,4 %)                | 130Xe           | 1+             |
| 130Cs                | 55                   | 75                   | 129,906709(9)        | 29,21(4) min     | β− (1,6 %)                 | 130Ba           | 1+             |
| 130mCs               | 163,25(11) keV       | 163,25(11) keV       | 163,25(11) keV       | 3,46(6) min      | TI (99,83 %)               | 130Cs           | 5-             |
| 130mCs               | 163,25(11) keV       | 163,25(11) keV       | 163,25(11) keV       | 3,46(6) min      | β+ (0,16 %)                | 130Xe           | 5-             |
| 131Cs                | 55                   | 76                   | 130,905464(5)        | 9,689(16) j      | CE                         | 131Xe           | 5/2+           |
| 132Cs                | 55                   | 77                   | 131,9064343(20)      | 6,480(6) j       | β+ (98,13 %)               | 132Xe           | 2+             |
| 132Cs                | 55                   | 77                   | 131,9064343(20)      | 6,480(6) j       | β− (1,87 %)                | 132Ba           | 2+             |
| 133Cs,               | 55                   | 78                   | 132,905451933(24)    | Stable           | Stable                     | Stable          | 7/2+           |
| 134Cs                | 55                   | 79                   | 133,906718475(28)    | 2,0652(4) a      | β−                         | 134Ba           | 4+             |
| 134Cs                | 55                   | 79                   | 133,906718475(28)    | 2,0652(4) a      | CE (3×10−4 %)              | 134Xe           | 4+             |
| 134mCs               | 138,7441(26) keV     | 138,7441(26) keV     | 138,7441(26) keV     | 2,912(2) h       | TI                         | 134Cs           | 8-             |
| 135Cs                | 55                   | 80                   | 134,9059770(11)      | 2,3(3)×106 a     | β−                         | 135Ba           | 7/2+           |
| 135mCs               | 1632,9(15) keV       | 1632,9(15) keV       | 1632,9(15) keV       | 53(2) min        | TI                         | 135Cs           | 19/2-          |
| 136Cs                | 55                   | 81                   | 135,9073116(20)      | 13,16(3) j       | β−                         | 136Ba           | 5+             |
| 136mCs               | 518(5) keV           | 518(5) keV           | 518(5) keV           | 19(2) s          | β−                         | 136Ba           | 8-             |
| 136mCs               | 518(5) keV           | 518(5) keV           | 518(5) keV           | 19(2) s          | TI                         | 136Cs           | 8-             |
| 137Cs                | 55                   | 82                   | 136,9070895(5)       | 30,1671(13) a    | β− (95 %)                  | 137mBa          | 7/2+           |
| 137Cs                | 55                   | 82                   | 136,9070895(5)       | 30,1671(13) a    | β− (5 %)                   | 137Ba           | 7/2+           |
| 138Cs                | 55                   | 83                   | 137,911017(10)       | 33,41(18) min    | β−                         | 138Ba           | 3-             |
| 138mCs               | 79,9(3) keV          | 79,9(3) keV          | 79,9(3) keV          | 2,91(8) min      | TI (81 %)                  | 138Cs           | 6-             |
| 138mCs               | 79,9(3) keV          | 79,9(3) keV          | 79,9(3) keV          | 2,91(8) min      | β− (19 %)                  | 138Ba           | 6-             |
| 139Cs                | 55                   | 84                   | 138,913364(3)        | 9,27(5) min      | β−                         | 139Ba           | 7/2+           |
| 140Cs                | 55                   | 85                   | 139,917282(9)        | 63,7(3) s        | β−                         | 140Ba           | 1-             |
| 141Cs                | 55                   | 86                   | 140,920046(11)       | 24,84(16) s      | β− (99,96 %)               | 141Ba           | 7/2+           |
| 141Cs                | 55                   | 86                   | 140,920046(11)       | 24,84(16) s      | β−, n (0,0349 %)           | 140Ba           | 7/2+           |
| 142Cs                | 55                   | 87                   | 141,924299(11)       | 1,689(11) s      | β− (99,9 %)                | 142Ba           | 0-             |
| 142Cs                | 55                   | 87                   | 141,924299(11)       | 1,689(11) s      | β−, n (0,091 %)            | 141Ba           | 0-             |
| 143Cs                | 55                   | 88                   | 142,927352(25)       | 1,791(7) s       | β− (98,38 %)               | 143Ba           | 3/2+           |
| 143Cs                | 55                   | 88                   | 142,927352(25)       | 1,791(7) s       | β−, n (1,62 %)             | 142Ba           | 3/2+           |
| 144Cs                | 55                   | 89                   | 143,932077(28)       | 994(4) ms        | β− (96,8 %)                | 144Ba           | 1(-#)          |
| 144Cs                | 55                   | 89                   | 143,932077(28)       | 994(4) ms        | β−, n (3,2 %)              | 143Ba           | 1(-#)          |
| 144mCs               | 300(200)# keV        | 300(200)# keV        | 300(200)# keV        | <1 s             | β−                         | 144Ba           | (>3)           |
| 144mCs               | 300(200)# keV        | 300(200)# keV        | 300(200)# keV        | <1 s             | TI                         | 144Cs           | (>3)           |
| 145Cs                | 55                   | 90                   | 144,935526(12)       | 582(6) ms        | β− (85,7 %)                | 145Ba           | 3/2+           |
| 145Cs                | 55                   | 90                   | 144,935526(12)       | 582(6) ms        | β−, n (14,3 %)             | 144Ba           | 3/2+           |
| 146Cs                | 55                   | 91                   | 145,94029(8)         | 0,321(2) s       | β− (85,8 %)                | 146Ba           | 1-             |
| 146Cs                | 55                   | 91                   | 145,94029(8)         | 0,321(2) s       | β−, n (14,2 %)             | 145Ba           | 1-             |
| 147Cs                | 55                   | 92                   | 146,94416(6)         | 0,235(3) s       | β− (71,5 %)                | 147Ba           | (3/2+)         |
| 147Cs                | 55                   | 92                   | 146,94416(6)         | 0,235(3) s       | β−, n (28,49 %)            | 147Ba           | (3/2+)         |
| 148Cs                | 55                   | 93                   | 147,94922(62)        | 146(6) ms        | β− (74,9 %)                | 148Ba           |                |
| 148Cs                | 55                   | 93                   | 147,94922(62)        | 146(6) ms        | β−, n (25,1 %)             | 147Ba           |                |
| 149Cs                | 55                   | 94                   | 148,95293(21)#       | 150# ms [>50 ms] | β−                         | 149Ba           | 3/2+#          |
| 149Cs                | 55                   | 94                   | 148,95293(21)#       | 150# ms [>50 ms] | β−, n                      | 148Ba           | 3/2+#          |
| 150Cs                | 55                   | 95                   | 149,95817(32)#       | 100# ms [>50 ms] | β−                         | 150Ba           |                |
| 150Cs                | 55                   | 95                   | 149,95817(32)#       | 100# ms [>50 ms] | β−, n                      | 149Ba           |                |
| 151Cs                | 55                   | 96                   | 150,96219(54)#       | 60# ms [>50 ms]  | β−                         | 151Ba           | 3/2+#          |
| 151Cs                | 55                   | 96                   | 150,96219(54)#       | 60# ms [>50 ms]  | β−, n                      | 150Ba           | 3/2+#          |

1. ↑  Abréviations :
CE : capture électronique ;
TI : transition isomérique.
2. ↑  Isotopes stables en gras.
3. ↑  Utilisé pour définir la seconde.
4. 1 2 3 4  Produit de fission.
5. ↑  On pense qu'il est capable de fission spontanée.

### Remarques
- Les valeurs marquées # ne sont pas purement dérivées des données expérimentales, mais aussi au moins en partie à partir des tendances systématiques. Les spins avec des arguments d'affectation faibles sont entre parenthèses.
- Les incertitudes sont données de façon concise entre parenthèses après la décimale correspondante. Les valeurs d'incertitude dénotent un écart-type, à l'exception de la composition isotopique et de la masse atomique standard de l'IUPAC qui utilisent des incertitudes élargies.